# Louadjeda Benoumessad
Louadjeda Benoumessad, née le 1er janvier 1982 à Batna, est une athlète handisport algérienne.

## Carrière
Elle est atteinte d'une infirmité motrice cérébrale. Elle se lance dans l'athlétisme handisport en 2003 et fait ses débuts internationaux l'année suivante.
Elle remporte la médaille d'argent aux Jeux paralympiques d'été de 2008 en lancer du javelot F33–34/52–53 ; elle est 12e du concours de lancer du disque F32-34/51-53 et 15e en lancer du poids F32-34/52-53 lors de ces Jeux.
Médaillée de bronze aux Mondiaux 2011 en lancer du javelot F33-34/52-53, elle participe aux Jeux paralympiques d'été de 2016, terminant 5e en lancer du javelot F34.